# Alambrada

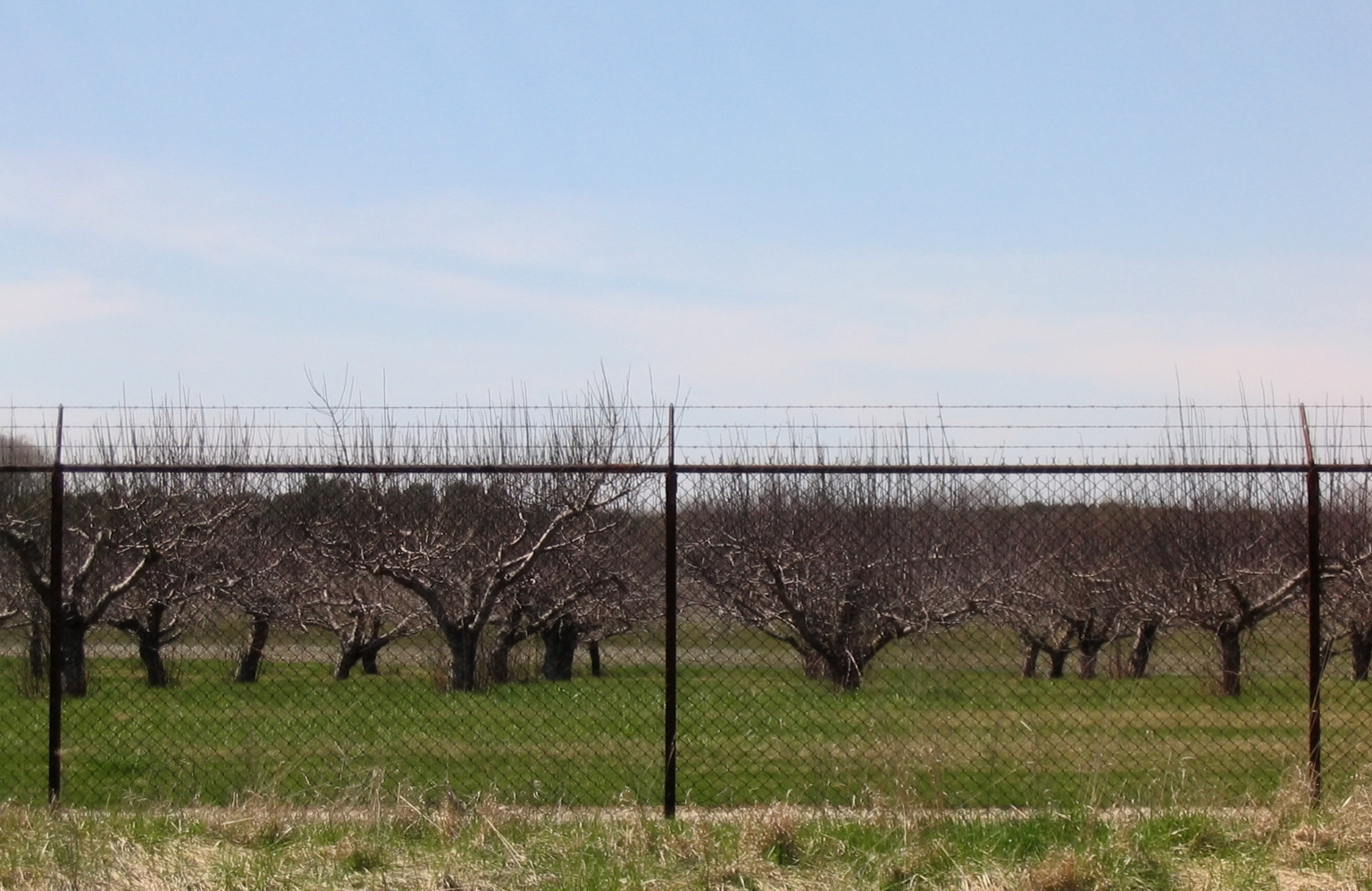
Un tipo de alambrada, comúnmente usada en campos abiertos.

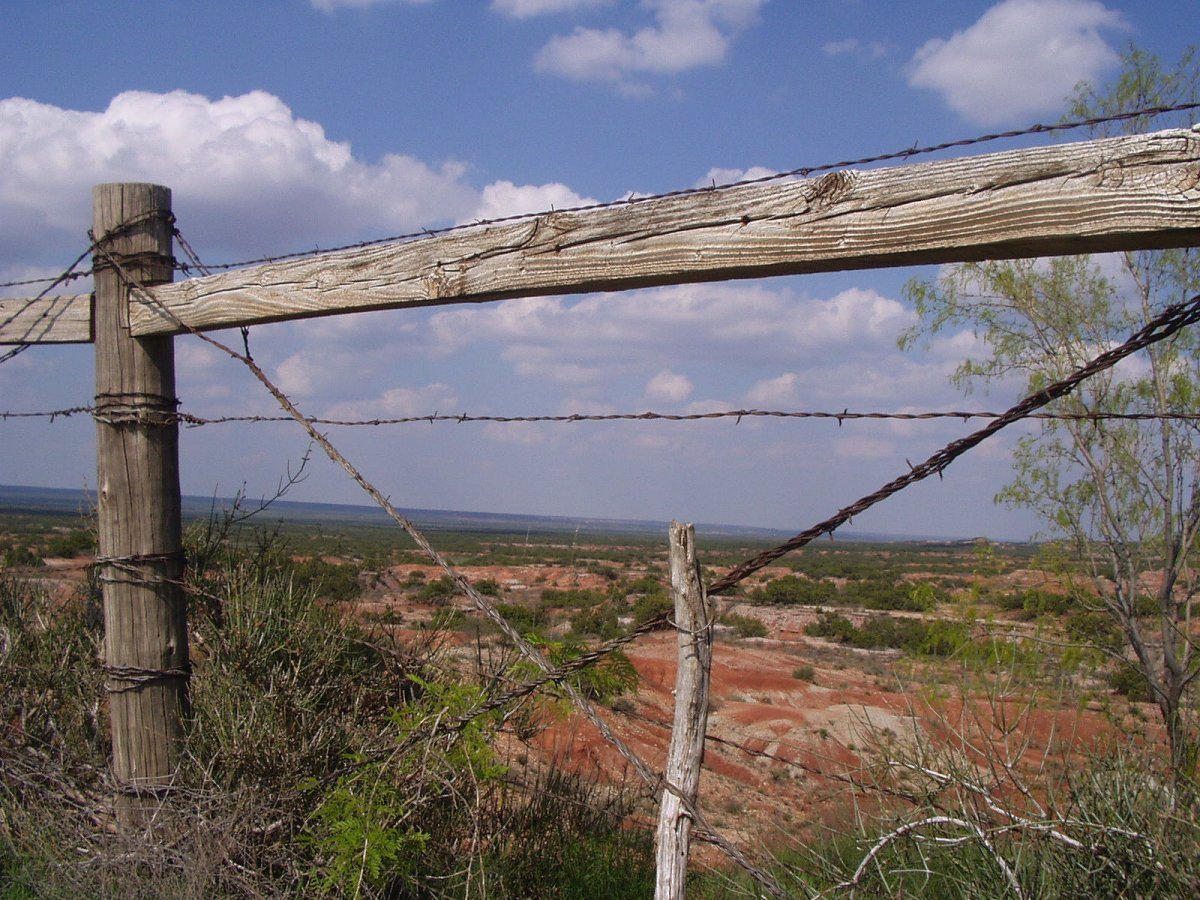
Una alambrada rural

Una alambrada, también llamado alambrado, es una estructura de alambre, habitualmente de acero, separada por postes de madera o metal, destinada a delimitar terrenos, encerrar ganado, demarcar propiedades, etcétera.
Para fines deportivos (estadios) suele utilizarse el alambre romboidal u olímpico, mientras que con fines militares o para evitar que el ganado arremeta contra las alambradas se utiliza el alambre de púas o eléctrico.
Los postes que soportan los alambres suelen ser de metal, de madera dura - como el quebracho colorado o el itín - o de concreto, mientras que las varillas utilizadas para mantener separados los alambres entre sí son de maderas livianas para que los cables no se comben.